# Papa Benedetto VIII
Benedetto VIII, nato Teofilatto II dei conti di Tuscolo (Roma, 980 circa – Roma, 9 aprile 1024), è stato il 143º papa della Chiesa cattolica dal 1012 alla morte.
Benedetto VIII, considerato uno dei pontefici più energici che si fossero seduti sul soglio di Pietro nel Saeculum obscurum, fu promotore delle prime istanze riformatrici che avrebbero trovato poi luogo sotto l'età gregoriana, cioè vent'anni dopo la sua morte.

## Biografia

### Origini e carriera ecclesiastica
Terzo figlio di Gregorio de Tusculana e di Maria, Teofilatto II appartenne alla nobile famiglia dei conti di Tuscolo. Il padre Gregorio, secondo quanto riportato nel Liber pontificalis, era stato ammiraglio della flotta pontificia per nomina dell'imperatore Ottone III, oltreché senatore. Fratello minore di Romano (futuro Giovanni XIX) e di Alberico (padre del futuro Benedetto IX), della vita di Teofilatto prima che diventasse pontefice si hanno scarse notizie e contraddittorie fra di loro: per alcuni Teofilatto fu creato cardinale vescovo di Porto da Silvestro II nel 1001; secondo la tradizione ereditata dallo pseudocardinale Benone e non totalmente ignorata dagli storici successivi, Teofilatto era ancora un laico al momento dell'ascesa al soglio pontificale.

### Il pontificato

#### L'elezione
Dopo la morte di Sergio IV (12 maggio 1012), e quella quasi improvvisa del patrizio Giovanni Crescenzi III (18 maggio), i Tuscolani imposero come pontefice il trentenne Teofilatto, riuscendo così ad abbattere il potere dei Crescenzi su Roma che durava dalla morte di Silvestro II (1003). Il giorno stesso della morte del Crescenzi, infatti, Teofilatto fu elevato al pontificato (il Gregorovius riporta da parte di un laico) col nome di Benedetto VIII.

#### Contrasto coll'antipapa Gregorio VI
Tuttavia, il casato dei Crescenzi, che aveva già imposto a Roma diversi papi in passato (gli ultimi tre furono Giovanni XVII, Giovanni XVIII e Sergio IV), fece elevare al Soglio, grazie al sostegno del clero, il romano Gregorio, dando inizio ad una vera e propria guerra tra le due famiglie. Benedetto VIII, saldamente sul trono, impiegò i primi due mesi del suo pontificato (giugno e luglio) per ridurre il potere della famiglia avversaria, togliendo ai Crescenzi le fortificazioni della campagna romana, vale a dire i loro ultimi presidi intorno a Roma. L'antipapa Gregorio VI pertanto, espulso da Roma, si recò nel dicembre a Pöhlde, in Germania, presso Enrico II di Sassonia (1003-1024) cercando il suo appoggio.

#### Il riconoscimento di Benedetto
Questi però, dopo averlo inizialmente ben accolto, riconobbe come papa Benedetto. Enrico II, uomo assai pio ma anche avveduto politicamente, si accorse del potere che i tuscolani erano riusciti ad instaurare a Roma e di come Benedetto VIII, che già aveva inviato ad Enrico alcune lettere che contrapponessero la sua causa a quella di Gregorio, governasse la città con pugno di ferro. Inoltre, Benedetto aveva già avviato una politica in favore della Chiesa tedesca donandole vari privilegi ecclesiastici e promettendo ad Enrico il sospirato titolo imperiale.

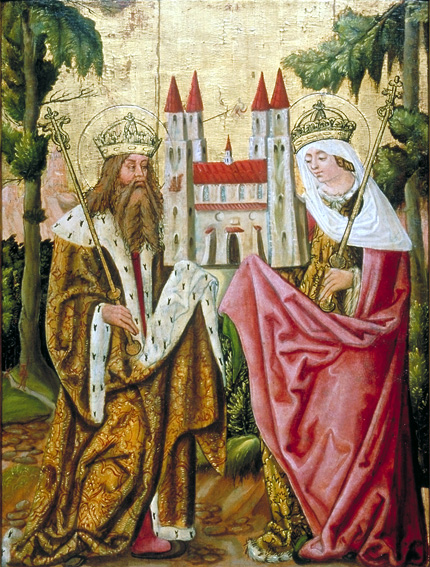
Enrico II e la moglie Cunegonda, dipinto su tavola, XV secolo, Mährische Galerie, Brno.

#### Relazioni con Enrico II di Germania

##### L'incoronazione e il rinnovo delPrivilegium Othonis
Le relazioni tra papa e imperatore, per tutta la durata del loro incarico, furono eccellenti. Enrico, fautore del rinnovamento morale della Chiesa, trovò un attento ed intelligente interlocutore in Benedetto VIII, che favorì le iniziative proposte dall'imperatore, come si vedrà più avanti. Come primo segno di alleanza tra i due poteri universali del Medioevo, il 14 febbraio 1014, Benedetto incoronò Enrico imperatore dei Romani nella Basilica di San Pietro insieme alla moglie Cunegonda. Successivamente, cercò di assicurare anche per i tempi futuri il rispetto delle norme consuetudinarie dell'elezione del papa ribadendo il Privilegium Othonis, documento con cui nel 962 l'imperatore Ottone I di Sassonia aveva ottenuto dall'allora pontefice Giovanni XII il diritto di convalidare l'elezione papale. Atto apparentemente sfavorevole alla libertà della Chiesa, l'azione di Papa Benedetto era volta ad arginare l'anarchia in cui era caduta Roma dopo l'età di Carlo Magno, cioè da quando era venuta meno la potente protezione del potere civile.

##### Interventi militari nel Meridione
Benedetto VIII chiese l'aiuto dell'imperatore anche per risolvere un conflitto scoppiato nel sud della penisola. L'impero romano d'Oriente aveva dei possedimenti nell'Italia meridionale sin dai tempi di Giustiniano. Dopo che i bizantini ebbero soffocato una rivolta a Bari guidata dal ricco cittadino Melo, questi fuggì nel Principato longobardo di Capua, dove ottenne l'appoggio del Papa, ostile ai greci per questioni di giurisdizione ecclesiastica sul Meridione. Benedetto aiutò Melo e gli altri ribelli assoldando dei guerrieri normanni capitanati dai fratelli Osmondo e Gilberto Drengot, ma la spedizione normanna andò incontro alla sconfitta: nell'ottobre 1018 i Drengot furono severamente battuti a Canne, e i bizantini marciarono verso nord per punire il Papa. Benedetto si risolse nel chiedere aiuto ad Enrico II. Per convincerlo del fatto che Roma correva un grave pericolo, si recò personalmente in Germania, incontrando l'imperatore a Bamberga. Enrico, nel novembre del 1021, passò le Alpi e frenò, nel corso del 1022, il catapano Basilio Boioannes dai suoi propositi belligeranti contro Roma.

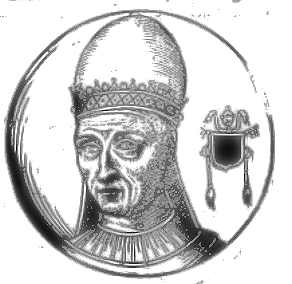
Papa Benedetto VIII, disegno tratto da Bartolomeo Sacchi detto il Platina, Vite De' Pontefici, a cura di Onofrio Panvinio, per i tipografi Turrini, e Brigonci, Venezia 1663

#### Governo di Roma

##### La dittatura dei Tuscolani
Benedetto, già ben prima dell'incoronazione imperiale, era riuscito a mantenere il controllo di Roma nelle mani della sua famiglia, affidando la cura del governo al fratello maggiore Romano (il futuro papa Giovanni XIX), nominanto senatore e console dei romani. Il padre Gregorio fu confermato nella nomina a "prefetto navale" delle flotte pontifice, mentre l'altro fratello Alberico aveva uffici giudiziari. Nonostante ciò, la Campagna laziale e i territori confermati da Enrico al momento della sua incoronazione non erano liberi possedimenti della Santa Sede, in quanto vi dominavano ora i conti di Segni, mentre la Sabina era rimasta saldamente in mano ai Crescenzi. L'opera di definitiva sottomissione dei territori del Patrimonio di San Pietro fu assai lunga, in quanto occupò Benedetto per ben sei anni (1014-1020), durante i quali il giovane Teofilatto dovette occuparsi anche dei musulmani prima, e della riforma della Chiesa poi.

##### La campagna contro i Saraceni
Nel corso del X e dell'XI secolo, il Mediterraneo era in preda alle scorribande dei pirati musulmani, meglio conosciuti come Saraceni. Già nei secoli passati, questi predoni del mare avevano saccheggiato San Pietro e San Paolo fuori le Mura nell'846 (sotto il pontificato di Sergio II), per poi continuare a compiere razzie finché non intervennero a fermarli prima Giovanni VIII (con la distruzione della flotta musulmana al largo del Circeo, nell'877), poi Giovanni X (con l'annientamento dell'esercito arabo, presso il Garigliano, nel 915) grazie alla formazione di leghe militari.
Nel 1016, toccò a Papa Benedetto emulare questi suoi energici predecessori e occuparsi di respingere l'invasione islamica che, guidata da Muǧāhid, dalle basi saracene in Sardegna aveva messo a ferro e fuoco prima Luni, e poi Pisa. Il papa non fece attendere le richieste di soccorso che gli erano giunte a Roma: intimorito dalla potenza rinnovata dei saraceni, Benedetto VIII riunì una vasta coalizione navale intesa a distruggere definitivamente i Saraceni e a recuperare sia la Sardegna che la Corsica. Inizialmente, il papa, alla guida dell'esercito pontificio, annientò le truppe musulmane in una battaglia presso Luni. Muǧāhid, però, riuscì a fuggire e a riorganizzarsi in Sardegna, sfidando apertamente le flotte genovesi e pisane. La flotta papale, guidata da Gregorio e dal papa stesso, si unì pertanto a quelle di Pisa e di Genova, infliggendo una cocente sconfitta in mare a Muǧāhid. Eccone la testimonianza del vescovo e storico Tietmaro di Merseburgo:

Mappa politica dell'Italia agli albori dell'XI secolo

(Thietmaro, Thietmari Merseburgensis episcopi Chronicon, pp. 218-219)

#### I Sinodi riformatori

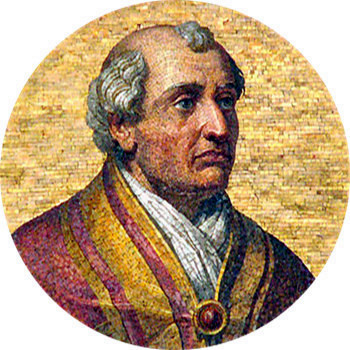
Ritratto musivo di papa Benedetto VIII nella Basilica di San Paolo fuori le mura.

Benedetto si mostrò assai sensibile nei confronti delle idee religiose che Enrico patrocinava. Già nel 1013, per esempio, Benedetto confermò i privilegi della sede diocesana di Bamberga, cui Enrico teneva molto per la diffusione del cristianesimo e quelli del monastero di Sansepolcro, verso il quale lo stesso sovrano aveva dimostrato il proprio favore. Dopo che il sovrano lo riconobbe come pontefice legittimo, furono convocati, nel 1014 e nel 1015, i primi concili riformatori, ispirati profondamente ai dettami cluniacensi. Il primo si tenne all'indomani dell'incoronazione di Enrico, e stabilì, da un lato, nuovi canoni in materia ecclesiastica e disciplinari (tra cui quello di ricevere il diaconato sotto i 25 anni, e l'episcopato sotto i 30) e, dall'altro, vide (per insistenza imperiale) l'inserimento del Filioque nel Credo, perno teorico su cui si combattevano le Chiese d'occidente e dell'oriente bizantino. Allora il Credo fu per la prima volta cantato in una messa papale. Il secondo rinnovò altre promesse contro la simonia e il nicolaismo. Questi due concili furono il preambolo di nuove assise ecclesiastiche promosse da papa e imperatore.
E difatti, nonostante gli impegni politici e militari sopra esposti, Benedetto VIII continuò nella sua volontà di rinnovamento della Chiesa. Dopo aver visto fallire il tentativo di convocare un concilio ecumenico, nel 1018 Benedetto VIII ne organizzò uno provinciale a Ravenna ove, col beneplacito dell'imperatore, furono promulgate disposizioni contro la simonia e il concubinato sacerdotale. Nel 1022 Benedetto VIII riunì, sempre insieme ad Enrico II, un concilio a Pavia, dove furono nuovamente emanati i canoni sinodali di Ravenna, con l'aggiunta della deposizione degli ecclesiastici colpevoli dalla loro carica.

### Morte e sepoltura
Dopo due anni che videro il pontefice trionfante sia politicamente che ecclesiasticamente (si ricordi che, tra il sinodo pavese e la morte del pontefice, quest'ultimo ebbe la meglio sul vescovo di Magonza Aribone nel far valere i diritti della sede romana, qualora un vescovo suffraganeo di un metropolita avesse desiderato appellarsi a Roma), quest'energico pontefice morì, poco più che quarantenne, il 9 aprile del 1024. Troverà sepoltura nella Basilica di San Pietro.

## Successione apostolica
La successione apostolica è:
- Arcivescovo Arnoldo di Sassonia (1014)
- Vescovo Wilfredo di Bisuldino (1017)

## Tavola genealogica
|                                                |   |                          | Genitori                  |  |  | Nonni                  |  |  | Bisnonni              |  |
|                                                |   |                          |                           |  |  | Alberico II di Spoleto |  |  | Alberico I di Spoleto |  |
|                                                |   |                          |                           |  |  | Alberico II di Spoleto |  |  | Alberico I di Spoleto |  |
|                                                |   | Marozia, Regina d'Italia |                           |  |  | Alberico II di Spoleto |  |  |                       |  |
| Gregorio I di Tuscolo                          |   |                          |                           |  |  | Alberico II di Spoleto |  |  |                       |  |
|                                                |   | Stefania Crescenzi       | Giovanni Crescenzi I      |  |  |                        |  |  |                       |  |
|                                                |   | Stefania Crescenzi       | Giovanni Crescenzi I      |  |  |                        |  |  |                       |  |
|                                                |   | Stefania Crescenzi       | Teodora II dei Teofilatti |  |  |                        |  |  |                       |  |
| Papa Benedetto VIII (Teofilatto II di Tuscolo) |   | Stefania Crescenzi       |                           |  |  |                        |  |  |                       |  |
|                                                | … | …                        |                           |  |  |                        |  |  |                       |  |
|                                                | … | …                        |                           |  |  |                        |  |  |                       |  |
|                                                | … | …                        |                           |  |  |                        |  |  |                       |  |
| Maria                                          | … |                          |                           |  |  |                        |  |  |                       |  |
|                                                |   | …                        | …                         |  |  |                        |  |  |                       |  |
|                                                |   | …                        | …                         |  |  |                        |  |  |                       |  |
|                                                |   | …                        | …                         |  |  |                        |  |  |                       |  |
|                                                |   | …                        |                           |  |  |                        |  |  |                       |  |